# Lola Arslanbekova
Lola Arslanbekova (Tashkent, 10 agosto 1990) è un'ex pallavolista uzbeka, di ruolo schiacciatrice.

## Carriera

### Club
La carriera di Lola Arslanbekova inizia negli Stati Uniti d'America, dove si trasferisce per motivi di studio, vestendo la maglia della Louisville: con la sua università partecipa alla NCAA Division I dal 2009 al 2012, raccogliendo qualche riconoscimento individuale. Nella stagione 2013 inizia la carriera professionistica a Porto Rico, ingaggiata dalle Leonas de Ponce nella Liga de Voleibol Superior Femenino.
Nel campionato 2013-14 firma per il Chara Morin, giocando così nella Superliga russa, per poi passare nel campionato seguente al Târgoviște, impegnato nella Divizia A1 rumena. Nella stagione 2016 ritorna a Porto Rico poco dopo l'inizio del campionato, difendendo i colori delle Lancheras de Cataño, con cui conclude la sua carriera.

## Palmarès

### Premi individuali
- 2011 - All-America Third Team
- 2012 - All-America Second Team